# Myochama
Myochama is een geslacht van tweekleppigen uit de familie van de Myochamidae.

## Soorten
- Myochama anomioides Stutchbury, 1830
- Myochama strangei A. Adams, 1850
- Myochama tasmanica (Tenison-Woods, 1876)
- Myochama transversa A. Adams, 1850